# Jarosławi csata
A jarosławi csata az északi háború (1655–60) egyik nagyszabású lovassági összecsapása volt a svédek és a lengyelek között. Az ütközetre 1656. március 20-án került sor Wiełkie Oczy község és Jarosław lengyel városnál.

## Előzmények
1655-ben árulás következtében Lengyelországot elfoglalták a svédek és brandenburgiak, támadásuknak csak a Jasna Góra-i kolostor tudott ellenállni, és diadalt aratva megfordította a háború menetét. 1656 elején megkezdték a lengyelek új seregek toborzását az ukránok és a tatárok közreműködésével. Malbork alól X. Károly Gusztáv svéd király elindult délnek és Gołąbnál legyőzte a gyalogsággal nem rendelkező Stefan Czarniecki seregét, de Czarnieckivel szemben döntést nem tudott kierőszakolni.
A svédek ezután utánpótlási gondokkal kerültek szembe, éhség ütött ki a táborban és betegség gyötört számos katonát. A svédek lengyel katonái egyre nagyobb számban szöktek át Czarnieckihez akinek katonasága napról napra nőtt.
A lengyelek megtévesztő támadásokkal zavarták a királyi sereget, mely egyre beljebb haladt őket követve, ezzel utánpótlási vonalai megnyúltak, s a bajok során demoralizálódni kezdett a sereg. Czarniecki éppen ezt szerette volna elérni, hogy egy alkalmas pillanatban, amikor a svéd sereg a legjobban legyengül, döntő csatát vívjon vele.
Duglas generális kísérletet tett Przemyśl elfoglalására, de eredménytelenül. Közben északról Jan Pawel Sapieha újonnan kinevezett litván hetman közeledett, s Czarniecki mindenképp egyesülni kívánt vele és Jerzy Lubomirskivel, hogy gyalogsághoz jusson.
Károly Gusztáv terve az volt, hogy Lwówig hatol, hogy ott semmisítse meg a II. János Kázmér alatt gyülekező lengyel-ukrán-tatár sereget, míg Arfuid Wittemberg a visszavonulás mellett tört lándzsát, mert tudta, hogy addigra a sereg teljesen kimerül és ha döntő csatába bocsátkozik, akkor megsemmisítő vereséget szenvedhet.

## A lovassági harc
Károly Jarosławban a San folyó mellett állomásozott, s ezer fős lovasságot küldött át Kanneberg ezredes vezérletével, hogy kutassa fel, netán nem a királyi haderő közeledik-e. Közben sok beteget és éhezőt a folyón Sandomierzba vittek.
Amint a svéd lovasság – mely a legjobb csapata volt a királyi seregnek –, átkelt a Sanon, hosszú ideig nem találkozott senkivel, míg végül eljutottak Wiełkie Oczyba. Ott egy erdőben már feltűntek az első lovasok, akik ellen Kanneberg támadásra adott parancsot. A lovascsapat színlelve megfutamodott, majd egy adott pillanatban rávetette magát a svédekre. Az ellenség azonban bekerítette őket, s már úgy látszott, vereséget szenvednek, mikor további zászlóaljak bukkantak elő (az egyiket Czarniecki vezette), beavatkozva a csatába. Kanneberg visszavonulást rendelt el, de a meghátrálás közben több lovas veszett oda, mint a harcban, mert a fürgébb lengyel lovasok könnyen utolérték, és az egyszerre kétfelé koncentrálni kénytelen katonákat így lekaszálták.
Kanneberg Jarosławig menekült, ott a király is láthatta, miként pusztul el az elit svéd lovasezred. A Sanon a svédek felszedték a hidat, amin előzőleg a lovasok átkeltek, hogy egy másik, nagyobb teherbírásút építsenek, mert a San nagyon megáradt. Ez nem készült el, és Kanneberg sorsa így megpecsételődött. Közben megjelentek azok a málhás szekerek, amik az élelmet vitték, és védelmükre 100 fős gyalogtestőrséget rendeltek. Ezt a csapatot is lemészárolták a lengyelek, akárcsak a lovasságot. Kanneberg elesett és vele együtt az összes svéd lovas és gyalogos.
A vereség veszélyessé vált a királyra nézve, mert a svédek eléggé közel, saját szemükkel láthatták társaik halálát, ami fokozta bennük a félelmet és a bomlást. Károly Gusztáv végül nem ütközet meg Czarnieckivel, aki egy másik csatában döntő győzelmet aratott egy svéd sereg felett. Rövidesen Varsó is visszajutott lengyel kézbe.